# No Reason to Cry
No Reason to Cry e четвъртият студиен албум на английски музикант Ерик Клептън, издаден през август 1976 г. от PolyGram Records (тогава – RSO Records).
Записът е направен в Shangri-La Studios в Малибу, Калифорния и включва появата на гост изпълнители като американската музикална легенда Боб Дилън, китариста от Ролинг Стоунс – Рони Ууд и небезизвестният канадски вокалист, текстописец и китарист Роби Робъртсън.
Песента „Innocent times“ е поверена изцяло на гласовите възможности на Marcy Levy, която споделя вокалите с Клептън и в „Hungry“.

## Списък на песните
1. „Beautiful Thing“ (Rick Danko, Richard Manuel) – 4:26
2. „Carnival“ (Clapton) – 3:44
3. „Sign Language“ (Bob Dylan) – 2:58
4. „County Jail Blues“ (Alfred Fields) – 4:00
5. „All Our Past Times“ (Clapton, Danko) – 4:40
6. „Hello Old Friend“ (Clapton) – 3:36
7. „Double Trouble“ (Otis Rush) – 4:23
8. „Innocent Times“ (Clapton, Marcy Levy) – 4:11
9. „Hungry“ (Levy, Dicky Simms) – 4:39
10. „Black Summer Rain“ (Clapton) – 4:55
11. „Last Night“ (Walter Jacobs) – 4:52

## Музиканти
- Боб Дилън – с разрешението на Columbia Records
- Ronnie Wood (Ролинг Стоунс) – с разрешението на Warner Bros. Records
- Rick Danko (The Band) – с разрешението на Capital Records
- Richard Manuel (The Band) – с разрешението на Capital Records
- Robbie Robertson (The Band) – с разрешението на Capital Records
- Georgie Fame – с разрешението на Island Records